# Quercus striatula
Quercus striatula — вид рослин з родини букових (Fagaceae), поширений у Мексиці.

## Опис
Це низький кореневищний чагарник, 15–50 см заввишки, не більше 1 м. Кора сіра, борозниста. Гілочки спершу сіруваті, потім голі, з непомітними сочевичками. Листки розміщені близько на гілочках, еліптичні або овальні, 1–3 × 0.5–1.3 см; верхівка округла або з короткою гострою вершиною; основа округла або тупа, іноді серцеподібна; край плоский, цілий або лопатеподібний, з 1–2 парами зубів, переважно асиметричних; верх тьмяно-сірувато-зелені, голі, з розсіяними трихомами, щільнішими на жилках основи; низ блідіший, густо-вовнистий; ніжка листка спочатку вовниста потім гола, 1–3 мм. Жолуді поодинокі або парні, сидячі або на ніжці до 15 мм, яйцюваті, злегка посмуговані, 8–12 мм; чашечка закриває 1/2 горіха, у діаметрі 8–12 мм; дозрівають першого року в серпні — вересні.

## Середовище проживання
Поширення: Мексика (Сакатекас, Агуаскалієнтес, Чіуауа, Дуранго, Гуанахуато). Росте на висотах від 1954 до 2723 метрів; утворює частину підліску відкритих лісів у горах на північному сході